# 商品化
商品化（英語：Commodification）专指原本不属于买卖流通和通过货币实行交换的事物，在市场经济条件下已经转化或变异为可以进行买卖和货币等价交换。
人们常常以商品不应被当作商品的形式来批评商品，例如水，教育，数据，信息，知识，人类生命和动物生命。人类商品是用于人体器官贸易，有偿代孕（也称为子宫商品化）和人口贩运的术语。奴隶贸易是人口贩运的一种形式，是人口商品化的一种形式。 根据戈斯塔·埃斯潘-安徒生的说法，将市场上的劳动力卖给雇主时，人们会被商品化或“变成物品”。

## 术语
牛津英语词典中证明的英语商品化一词最早使用于1975年。随着符号学中的批评性话语分析的兴起，商品化概念的使用变得很普遍。
“商品化”和“商品化”这两个术语有时是同义词，尤其是在本文的意义上，用来描述用以前不曾用于贸易的任何东西制造商品的过程； 比较人类学的用法。 
但是，其他作者将它们区别开来（如本文所述），在社会环境中使用商品化是指非商业性商品已变为商业性商品，通常具有“被商业腐败”的含义，而在商业环境中商品化是为了 意思是当现有产品的市场变成商品市场时，产品可以互换并且存在激烈的价格竞争。 讽刺的是：“微处理器被商品化。爱被商品化。” 

## 商业与经济学

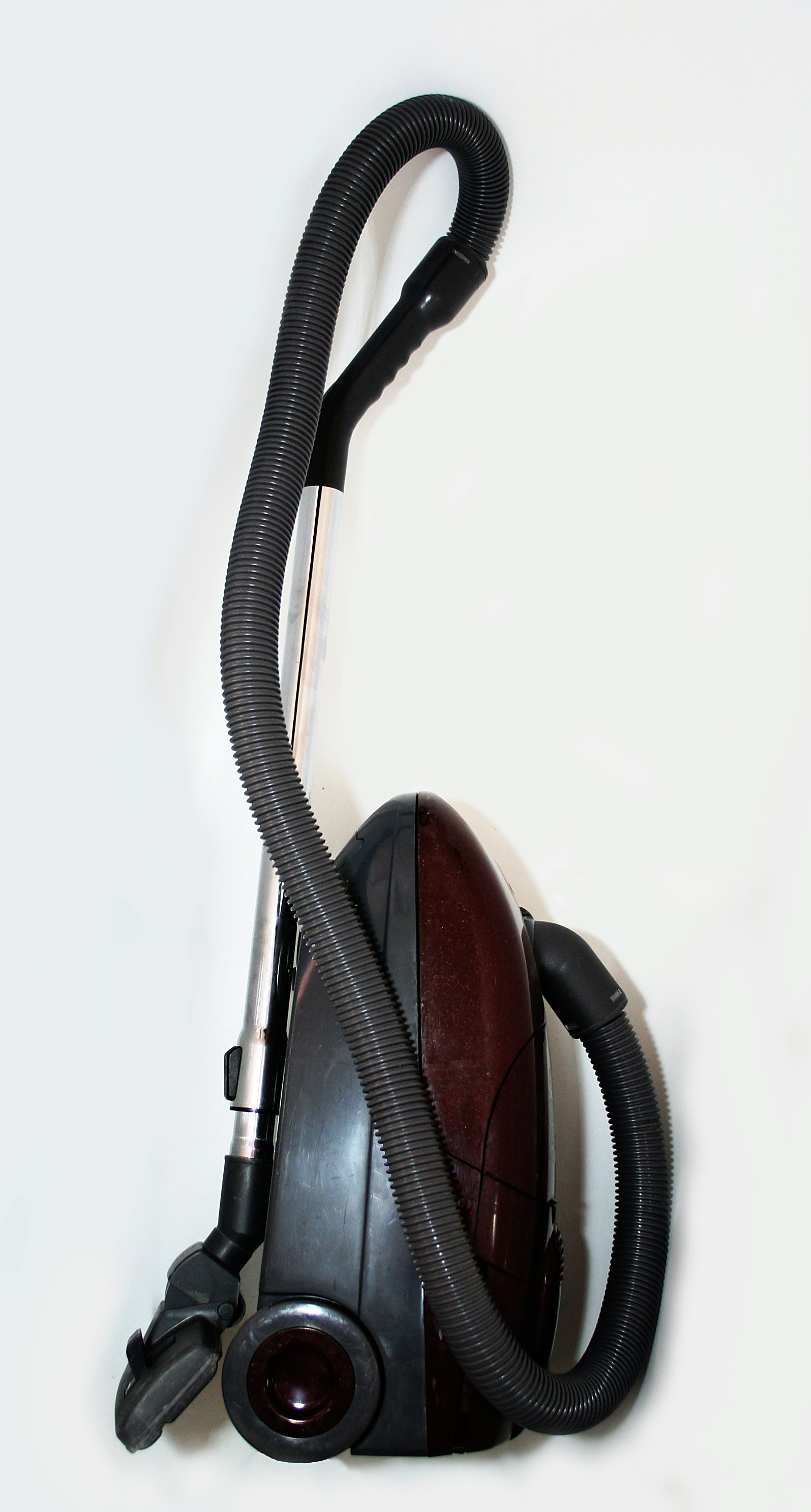
通过替代节省劳力的家用设备商品化-吸尘器，减轻了家庭劳动的生活

商品化一词描述了将经济价值分配给以前从未用经济学术语考虑过的事物，有时也用于描述将独特品牌产品的市场转变为基于未区别产品的市场的过程。
这两个概念本质上是不同的，并且企业界更常使用商品化来描述通过竞争加剧（通常导致价格下降）将市场转变为未分化的产品。从经济角度讲，商品化与市场从垄断竞争之一转变为完全竞争的阶段密切相关，并且通常从这一阶段开始，商品化实质上是在客户对品牌或版本之间几乎没有价值差异或没有价值差异的情况下成为商品。
商品化可能是市场中实体的期望结果，也可能是任何一方都没有积极寻求实现的无意结果。(For example, see Xerox#Trademark.)
根据新古典经济学理论，消费者可以从商品化中受益，因为完全竞争通常会导致价格降低。品牌生产商通常会遭受商品化的困扰，因为品牌价值（以及要求溢价的能力）可能会受到削弱。
但是，当优质产品确实具有可观的价值时，尤其是在健康，安全和保障方面，虚假商品化可能会带来巨大的风险。例如假药和通用网络服务（损失911）。

## 例子

### 概念
被认为已经商业化的概念包括广泛的项目，例如爱国主义，体育，亲密关系，语言，自然或身体。

### 假期
有人认为圣诞节，万圣节或情人节等许多假期已变得商品化。

### 土著文化
美国作家和女权主义者的钟形钩认为种族和差异的文化商品化是占主导地位的文化“互相吃”。钩上钩住的是，他人性的文化表现形式，甚至是革命性的表现形式，也被卖给了占主导地位的文化以供其享用。而且，任何有关社会变革的信息都不会针对其信息进行营销，而是用作占主导地位的人获得“原始人”的一种机制。在过去的历史文化中，任何利益几乎总是具有现代性。根据Mariana Torgovnick的说法：

现在清楚的是，西方对原始的迷恋与它自身在身份上的危机有关，它甚至在调情其他体验宇宙的方式时也需要清楚地划分主体和客体。
霍克斯指出，由于“承认与和解的希望”，边缘化群体被这一概念所吸引。
当占主导地位的文化要求提供“他者”作为进行中的政治变革的标志时，“美国梦”确实可以包容差异，这会引发本质主义文化民族主义的复兴。
土著文化的商品化是指“一个社区的生活区域，在其被旅游业渗透之前，还不在市场交易标准所规定的经济关系范围之内”（Cohen 1988，372）。可以通过观察自1950年代以来夏威夷文化变革的视角来描述文化商品化：夏威夷卢奥（Hawaiian Luau）曾经是为社区成员和当地居民保留的传统表演，但由于旅游业的兴起，这种传统已失去了部分文化底蕴。的意思，现在主要是“以营利为目的”的表现。

### 在线社区
数字商品化是指企业或公司在不知情的情况下使用来自在线社区的信息来牟利。信息的商品化允许更高的权力来赚钱，而不是自由思想的协作系统。

### 旅游
在将当地文化和遗产转变为可出售商品的背景下，对商品化的旅游业进行了分析。

## 马克思主义理论
马克思主义对商品的理解与其在商业中的含义是不同的。在卡尔·马克思的整个作品中，商品起着关键作用。他认为这是资本主义的细胞形式，是分析这种政治经济体系的关键起点。马克思以商品拜物教和异化的名义广泛批评了商品化的社会影响。

## 优点
商品化让人类的社会生产与分工进一步细化，提高了生产效率，增加了社会总福利。

## 缺点
并非任何产品都适合商品化，对不适合商品化的产品如果强行商品化，会产生两种结果，要么对社会造成伤害，或者是被完全抛弃。如基础的医疗服务，药品等，商品化后可能会出现经济窘困的人群无力支付高昂的费用，导致人的基本权利得不到应有的保障。又或者因为市场需求量过小，某些药品被制药商放弃生产或停止研发。

## 批評
一般人講過商品化通常都有负面的意味，马克思更是嚴厲批評商品化對社會的衝擊。其中，對商品化最主要的批評是它忽略了個人往往很難忍受不斷改變的市場。

### 教育商品化
所謂「教育商品化」就是「教育市場化」與「教育企業化」，也有「教育产业化」之称，要達到此二化，首先政府與國家就要退出教育部門，逐年減少對各級學校的教育預算支出，才能放任市場經濟機制介入與支配，也才能迫使大學淪為販賣文憑的「學店企業」，從而，在服膺「最大效益/最小成本」的企業營利公式指導下，授課性教育軟硬體設備（譬如教室、電腦室、英語教室與實驗室等）的投資一定遠遠優先於課餘性教育軟硬體設備的投資（例如宿舍教育、社團教育、圖書館的書籍採購、K書空間、不受他人打擾的學習討論空間，與供學生們辦活動的公共空間等）。
這一方面，前者投資是校方無法推諉轉嫁給學生們自行承擔或解決，例如，在超收學生後，教室太少，總不能要求學生們自己出錢增建教室、在校外租教室或晚上十點上課？而後者投資則很容易推諉轉嫁給學生們自行處理，如校方刪減社團經費可由社團向社員收費補足、透過形式上「公平」的抽籤將學生趕出去租住校外宿舍等等。
另一方面，則是長期沿習而未加批判反省的「學分主義」大學教育思維，強化了上述前者投資遠遠優先於後者投資的普遍現象。所謂「學分主義」，就是以設定為「學分」的課業學習才是大學教育的核心內容，而宿舍教育、社團教育、圖書館的使用與擴充與課外活動等等，向來不被設定為大學「學分」，因此，就被既有的大學教育主流思維視為邊緣、可有可無的位置，所以，也就反應在校方的投資與經費運用的決策上，當校方為了增加營收而超收學生，卻不增建宿舍，宿舍短缺危機就不斷惡化了。推動教育商品化的國家以歐美國家為主，由于教育商品化不全是好的，近年來很多教學團體都反對教育商品化。

### 藝術商品化
指把藝術的劳动成果用于交换，以物质来实现其使用价值。

## 另请参阅
- 大数据
- 私有化